# Gilmar Knaesel
Gilmar Knaesel (Pomerode, 28 de agosto de 1956) é um político brasileiro, filiado ao Partido da Social Democracia Brasileira (PSDB).

## Carreira
Foi deputado à Assembleia Legislativa de Santa Catarina na 12ª legislatura (1991 — 1995), na 13ª legislatura (1995 — 1999), na 14ª legislatura (1999 — 2003), na 15ª legislatura (2003 — 2007), na 16ª legislatura (2007 — 2011) e na 17ª legislatura (2011 — 2015).
Foi secretário de turismo no governo de Luiz Henrique da Silveira (PMDB), entre 1999 e 2000 foi presidente da Assembleia Legislativa de Santa Catarina.

## Prisão
É suspeito de desvio de verbas durante o período em que atuou como secretário estadual de Turismo. Em março de 2016, o Tribunal de Contas do Estado de Santa Catarina condenou Knaesel a devolver quase 200 mil reais aos cofres públicos. Foi detido em junho de 2016.